# Begecs
Begecs (szerbül Бегеч / Begeč) Újvidék községhez tartozó falu Szerbiában, a Vajdaságban, a Dél-bácskai körzetben. A település szerb többségű, de mindig is jelentős szlovák kisebbség élt itt.

## Fekvése
A Duna bal partján, Újvidéktől 17 km-re nyugatra, Futak mellett fekszik.

## Története
Begecs és környéke már az ókorban is lakott hely volt. Határában szarmata és római korból származó telep nyomait tárták fel. Az egyik ilyen Kúva vagy Kúva-vára, egy szántóföldnek használt dűlő neve Begecstől dél felé, Bánmonostorral szemben.
Krisztus után a 3. században itt volt az Onagrinum nevű római táborhely, mely még Diokletianus idejében épült.
Nevét 1543-ban említették először a kalocsai dézsmajegyzékben, de neve előfordult a török defterekben is, a bácsi nahijéban.
1553-ban Iloka és Futak közt Bekincs, 1561-ben Bekecse néven volt említve.
Az 1699. évi Bács vármegyei összeírásban csak mint szegény kis telepet említették, öt parasztcsaláddal, mellette volt Kúva öt gazdával, fölötte pedig Kerta 30 gazdával.
1703-ban a futaki uradalomhoz tartozott, és ekkor már faluként volt említve.
Az 1800-as évek elején gróf Brunszvik család birtoka volt.
Az 1900. évi népszámláláskor 2244 lakosa volt, 410 házban, anyanyelv szerint 12 magyar, 35 német, 168 tót, 2012 szerb, vallás szerint 27 római katolikus, 175 evangélikus, 2024 görögkeleti ortodox.
A 20. század elején Bács-Bodrog vármegye Újvidéki járásához tartozott.

## Népesség

### Demográfiai változások
| 1948 | 1953 | 1961 | 1971 | 1981 | 1991 | 2002 |
| ---- | ---- | ---- | ---- | ---- | ---- | ---- |
| 2277 | 2329 | 2392 | 2608 | 2717 | 2827 | 3335 |

## Nevezetességek
- Határában fekszenek Onagrinum egykori római táborhely rommaradványai, Diokletianus császár idejéből